# Clubiona pygmaea
Clubiona pygmaea là một loài nhện trong họ Clubionidae.
Loài này thuộc chi Clubiona. Clubiona pygmaea được Richard C. Banks miêu tả năm 1892.